# Boros István (biológus)
Boros István, születési és 1902-ig használt nevén Sauerwein István (Sárosd, 1891. szeptember 6. – Pécs, 1980. június 12.) biológus, zoológus, politikus.

## Családja
Szülei Boros Mihály MÁV-tisztviselő és Toma Terézia. Hatan voltak testvérek, köztük Boros Béla (1903–1992) orvos, szemész, egyetemi tanár. Felesége Leontyijeva, Olga középiskolai tanár. Fia: Boros Vladimír (1920–) a Meszhárt pécsi igazgatóságának munkatársa.

## Iskolái
Elemi iskoláit Jákón és Dombóvárott, középiskoláit Pécsett végezte. A pécsi cisztercita gimnáziumban érettségizett 1910-ben, majd a budapesti tudományegyetemen tanult (1910–1914), ahol 1914-ben végbizonyítványt, majd 1925-ben a pécsi Erzsébet Tudományegyetemen természetrajz–kémia szakos tanári és bölcsészdoktori oklevelet szerzett, a biológiai tudományok kandidátusa (addigi tevékenységéért, 1952).

## Életútja
Az első világháborúban frontszolgálatot teljesített (1914–1915), 1915-ben orosz hadifogságba esett, Szkoclevban múzeumőrként dolgozott, majd a helyi középiskola tanára volt 1915–1918 között. 1918-ban belépett a bolsevik pártba és Szovjet-Oroszországban élt 1922-ig. Hazatérését követően rövid időre letartóztatták, a székesfehérvári katonai börtönben raboskodott 1922-ben, majd rendőri felügyelet alá helyezték. A pécsi felsőkereskedelmi leány- és fiúiskola rendes tanára volt 1922–1936 között, kommunista tevékenység miatt eltiltották a tanítástól, ezután egy biztosítóintézet alkalmazottja volt 1936-tól 1944-ig. A német megszállás után letartóztatták (1944. március 19.), megszökött. A szovjet csapatok bevonulását követően az MKP Baranya vármegyei bizottsága titkára (1944. decemberétől 1945. januárjáig), a pécsi városi intézőbizottság elnöke. Az Ideiglenes Nemzetgyűlés tagja (Pécs, 1944. decemberétől 1945. januárjáig), Baranya vármgye főispánja, egyúttal közellátási népbiztos is (1945. január 4. – 1946. június 30.), Pécs város főispánja (1946. július 1. –1947. november 30.). Miniszteri tanácsosként a belgrádi magyar követség vezetője, a moszkvai úgynevezett Magyar Redemarkációs Bizottság vezetője (1948–1949), a Magyar Nemzeti Múzeum (MNM) Országos Természettudományi Múzeumának főigazgatója (1949–1960).

## Munkássága
Zoológusként elsősorban herpetológiával és entomológiával foglalkozott. Nemzetközileg is jelentős eredményeket ért el Közép- és Belső- Ázsia kétéltű- és hüllőfaunájának feltárása terén. Több új bogárfajt is elneveztek róla. Muzeológusként, oroszországi tartózkodása idején, Ferganában (Kaszpi-tenger) természettudományi múzeumot létesített. Később mint a Magyar Nemzeti Múzeum (MNM) főigazgatója nevéhez fűződik az Európa-hírű Afrika-kiállítás megrendezése, ill. elindította a vándorkiállítások intézményrendszerét. Az MNM és Állattára pusztulása után jelentős szerepet vállalt a múzeum újjászervezésében, az elégett gyűjtemények pótlásában. A darwinizmus híveként számos tudománynépszerűsítő előadást tartott, könyveket írt és szerkesztett. Tudománytörténeti tevékenysége is értékes.

## Társasági tagságai
A Magyar Tudományos Akadémia Antropológiai Bizottságának elnöke, az Országos Természetvédelmi Tanács alelnöke. A Magyar Biológiai Társaság főtitkára (1952–1960). A Magyar–Szovjet Művelődési Társaság pécsi szervezetének elnöke.

## Elismerései
- Magyar Népköztársasági Érdemrend (1950)
- Szocialista Hazáért érdemrend (1967)
- Szovjet Harci Érdemekért Emlékérem (1968)
- Tanácsköztársasági Emlékérem (1969)
- Munka Érdemrend (arany, 1969)
- Szocialista Magyarországért érdemrend (1979)

## Művei

### Szerkesztés
- A Magyarország állatvilága c. könyvsorozat szerkesztőbizottságának tagja (1955-től)
- Az Acta Zoologica, a Búvár és az Élővilág c. folyóiratok szerkesztőbizottságának tagja.

### Főbb művei
- A szovjet természetvédelem szervezete és működése. A bevezetőt Vadász Elemér írta. (Bp., 1950)
- Földi János és az első magyar állattan. (MTA Biológiai Tudományok Osztályának Közleményei, 1952)
- Óriáshüllők világában. (Pécs, 1954)
- Lamarck élete és munkássága. (Bp., 1954)
- Clarification of the Taxonomic Position of the Passer moabiticus moabiticus Tristr. and the Passer moabiticus yatii Sharpe. Horváth Lajossal. (Acta Zoologica, 1954)
- A magyar zoológia soronlévő feladatai. (Állattani Közlemények, 1954)
- Séta az őslények világában. Réti Endrével. (Bp., 1955)
- A sárkánygyíkok világa. (Bp., 1955)
- The Tragedy of the Hungarian Natural History Museum. (Annales Historico-Naturales Musei Nationalis Hungarici, 1957)
- A fejlődéstörténeti irodalom egy feledésbe ment magyar emléke. (Élővilág, 1957)
- A 100 esztendős darwinizmus magyarországi pályafutása. (Élővilág, 1959)
- Kittenberger Kálmán emlékezete. (Állattani Közlemények, 1959)
- Darwin világszemlélete önéletrajzának eddig ismeretlen részletei alapján. (Magyar Tudomány, 1959)
- A magyar zoológusok századeleji mimikri-vitája mai szemmel. (Állattani Közlemények, 1960)
- A herpetológiai kutatások irányai, problémái és távlatai. Dely Olivér Györggyel. – A terrarisztika szerepe a herpetológiai kutatásokban és néhány vele kapcsolatos megjegyzés. Dely Olivér Györggyel. (Vertebrata Hungarica, 1963)
- A XIX–XX. századforduló magyar zoológiájának néhány jelentős képviselője és munkásságuk tudománytörténeti jelentősége. Dely Olivér Györggyel.
  - I. Méhelÿ Lajos. (Vertebrata Hungarica, 1967)
  - II. Fejérváry Géza Gyula. (Vertebrata Hungarica, 1968)
  - III. Bolkay István. (Vertebrata Hungarica, 1969)
- Herpetológiai megfigyelések Turkesztánban. (Állattani Közlemények, 1969)
- A baranyai faunakutatás rövid története és annak eddigi eredményei. (Janus Pannonius Múzeum Évkönyve. Természettudományok, 1974)
- Darwin, Charles: Egy természettudós utazásai. Szerk., az előszót írta és magyarázatokkal kiegészítette. (Bp., 1951; 2. kiad. 1954; 3. kiad. 1957)
- Darwin, Charles: A fajok eredete: természetes kiválasztás útján vagy a létért való küzdelemben előnyhöz jutott fajták fennmaradása. Ford. Mikes Lajos. Szerk., a bevezető tanulmányt írta. (Bp., 1955; új kiad. 1973).

## További irodalom
- Harcos Ottó: Egy különös ember. (Dunántúli Napló, 1970. febr. 19.)
- Fehér István: A kommunista főispán. (Dunántúli Napló, 1973. máj. 13.)
- Hallama Erzsébet: Párttagságának kelte: 1918. (Jelenkor, 1977)
- Kaszab Zoltán: In memoriam István Boros. (Annales Historico-Naturales Musei Nationalis Hungarici, 1981)
- B. M.: B. I. (Az Ideiglenes Nemzetgyűlés almanachja. Bp., 1994)
- Korsós Zoltán: B. I. (Magyar múzeumi arcképcsarnok. Bp., 2002).

| Elődje: Nikolits Mihály | Baranya vármegye főispánja 1945. január 4. – 1945 decembere | Utódja: Kertész Endre |

| Elődje: Nikolits Mihály | Pécs t.j.v. főispánja 1945. január 4. – 1945 decembere | Utódja: Münnich Ferenc |

| Elődje: Münnich Ferenc | Pécs t.j.v. főispánja 1946 júliusa – 1947. november 12. | Utódja: Gyetvai János |